# Ocello

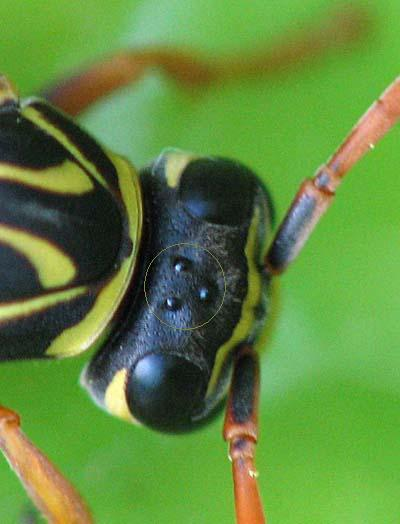
Ocelli di Polistes sp.

L'ocello (o occhio semplice) è un occhio primitivo, talora presente, in numero di due, sul capo dei platelminti (escluse le forme parassitarie), ma anche, due o tre, sul capo degli insetti o di altri Artropodi. Negli insetti adulti e negli stadi giovanili degli insetti a metamorfosi diretta, come le cavallette, sono di solito in numero di due o tre, situati tra gli occhi composti; mancano però nella gran parte dei Coleotteri, mentre costituiscono gli unici occhi nei maschi dei rincoti coccidi (Cocciniglie). Nelle larve sono in numero variabile e si trovano ai lati del capo e sostituiscono gli occhi composti.

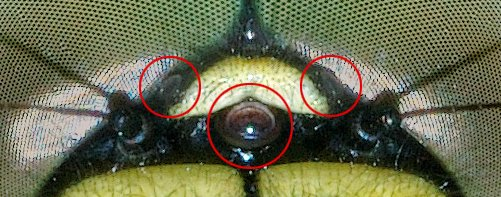
I tre ocelli di una libellula.

La struttura anatomica di un ocello è molto semplice, composta da una cornea, da una porzione sottostante rifrangente e dalla retinula, formata da 2-4 cellule. A differenza degli occhi composti, gli ocelli non percepiscono le immagini, bensì reagiscono all'intensità della luce e percepiscono la luce polarizzata. Questa proprietà è di fondamentale importanza per l'orientamento degli insetti, in quanto la percezione della luce polarizzata permette loro di individuare la posizione del sole anche in condizioni di nuvolosità.